# 지오구 다 시우바 파리아스
지오구 다 시우바 파리아스(포르투갈어: Diogo da Silva Farias, 1990년 6월 13일 ~ )는 디오고로 불리는 브라질의 축구 선수로, 현재 에미리트 클럽에서 뛰고 있다.